# Motí
El motí és una revolta o rebel·lió multitudinària contra l'ordre establert. Es diferencia dels altres conceptes per les seves característiques limitades o localitzades. També sol caracteritzar-se pel seu sorgiment espontani i el seu desenvolupament desorganitzat o desordenat.
Sol entendre's, en termes militars marins, com una acció limitada a una unitat o vaixell. Això implica la desobediència a la cadena de comandament, que constitueix un delicte tipificat com a amotinament.
Fora de la reglamentació naval, el terme motí o avalot sol fer referència a una revolta, generalment desorganitzada, més o menys violenta, de les classes baixes urbanes contra el que es percep com alguna forma d'opressió. En molts casos el motí comença com un motí de subsistència, és a dir, una revolta espontània a la recerca d'aliments de primera necessitat coincidint amb un període de con un període de carestia, cosa que explica per què molts motins tenen origen en un mercat.
Posteriorment el motí pot evolucionar cap a objectius més ambiciosos o fins i tot intensament polítics (i ser adreçat contra una potència ocupant, una minora ètnica percebuda com afavorida, les classes benestants o una institució específica sense per això abandonar el seu caràcter desorganitzat, perquè de transcendir-lo parlaríem generalment de revolta o revolució.
A causa d'aquest caràcter anàrquic, i per falta de nitidesa en les metes i el lideratge del motí, es pot instrumentalitzar fàcilment, o fins i tot ser instigat per alguna facció de les classes governants, o bé contra una facció rival o bé cercaant crear una situació que obligui a la intervenció de la força governamental.
La freqüència dels motins urbans van portar els urbanistes del segle xix a planificar ciutats amb carrers i avingudes amples, menys propenses als avalots que els carrerons de l'antiga ciutat medieval (Plan Haussmann a París, eixamples a areu).
Podem trobar casos de motins entre les plebs urbanes de les antigues Roma i Constantinoble, a la Nova York de 1863 (contra el reclutament), a l'Espanya de l'Antic Règim i a pràcticament tota la història urbana preindustrial.
A la història d'Espanya van ser característiques (i aclaridores del canvi d'estructura econòmica i social) les figures successives del motí de subsistències (protesta contra el preu dels aliments en èpoques d'escassedat) en la fase final de l'Antic Règim; i del motí de consums (protesta antifiscal, contra l'impost de consums o impost indirecte sobre els béns de primera necessitat), durant la segona meitat del segle xix.